# جوردن هندري
جوردن هندري هو لاعب هوكي الجليد كندي، ولد في 23 فبراير 1984 في نوكوميس ‏ في كندا.

## وصلات خارجية
- جوردن هندري على موقع دوري الهوكي الوطني (الإنجليزية)
- جوردن هندري على موقع قاعة مشاهير الهوكي (لاعب أن.إتش.أل) (الإنجليزية)
- جوردن هندري على موقع الدوري الأمريكي لهوكي الجليد (الإنجليزية)
- جوردن هندري على موقع EliteProspects.com (الإنجليزية)
- جوردن هندري على موقع HockeyDB.com (الإنجليزية)
- جوردن هندري على موقع Hockey-Reference.com (الإنجليزية)